# Rothenkopf
Der Rothenkopf ist ein markanter Höhenrücken südlich von St. Ingbert. Von Osten nach Westen unterscheidet man Rothenkopf (400 m), Betzentaler Berg (402,3 m, höchste Stelle) und Schafskopf (390,8 m). Üblicherweise wird der gesamte Rücken als Rothenkopf bezeichnet.
Der Rothenkopf bricht nach Norden in einem steilen Hang zur Sankt Ingberter Senke ab, er bildet damit an dieser Stelle die Nordgrenze des Sankt Ingbert-Kirkeler Waldgebietes. Die A 6 (E 50) führt knapp unterhalb vorbei.
Nach Süden fällt der Rothenkopf weniger steil nach Reichenbrunn ab. Über einen Sattel von 355,2 m geht er zum Hochscheid über.
Der Rothenkopf ist weitgehend von Wald bedeckt, wobei ein artenarmer bodensaurer Buchenwald überwiegt.
Der Rothenkopf wird an seinem Ostrand, nahe der Autobahnabfahrt St. Ingbert Mitte, vom Hasseler Tunnel untertunnelt.